# Microfoonarray

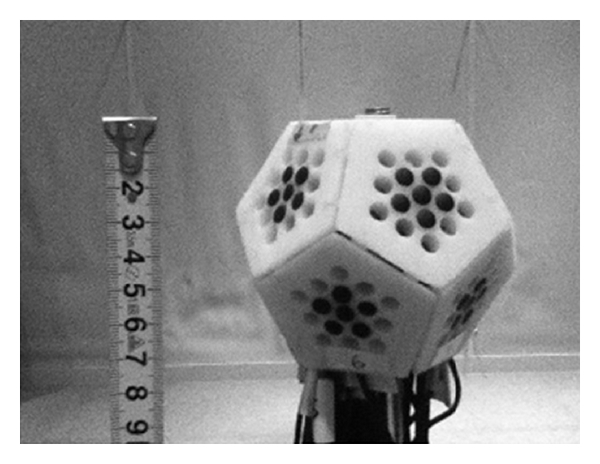
Microfoonarray

Een microfoonarray is een configuratie van meerdere microfoons die samen functioneren als één geïntegreerd systeem. Door de gecombineerde werking van de microfoons ontstaat een systeem met verbeterde eigenschappen ten opzichte van een enkele microfoon, zoals verhoogde richtinggevoeligheid of ruisonderdrukking.
Voorbeeld: door het boven elkaar plaatsen van een aantal microfoons in het verticale vlak, krijgt men een microfoon die in het verticale vlak een hogere bundelingsgraad (richtinggevoeligheid) heeft dan in het horizontale vlak. Zou je je dus al sprekend van links naar rechts en van boven naar onder bewegen voor zo'n microfoon, dan "hoort" de microfoon je beter van links naar rechts bewegen dan van boven naar onder.